# Мюкке, Генрих
Генрих Карл Антон Мюкке (нем. Heinrich Karl Anton Mücke; 1806—1891) — немецкий исторический живописец.

## Биография
Родился в 1806 году в Бреслау. Учился в Берлинской Академии художеств под руководством Ф. Шадова и, вместе с ним, в 1826 году переселился в Дюссельдорфскую академию, где при помощи Шадова и Корнелиуса он разработал почти забытую технику фрески. Вскоре ему было поручено графом Шпэ украсить замок Гельторф фресками, изображающими сцены из истории Фридриха Барбароссы.
В 1833—1834 годах, на полученную в 1833 году правительственную премию, Мюкке посетил Италию, где определилась тематическую направленность его творчества — историческая религиозна\я живопись. Его картина: «Ангелы уносят на гору Синай усопшую св. Екатерину» (находится в Берлинской национальной галерее) до такой степени понравилась немецкой публике, что художнику пришлось написать пять её повторений.

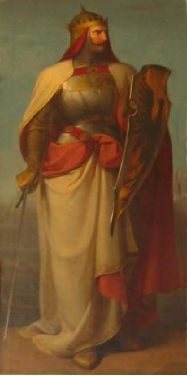
Г. Мюкке. Адольф Нассауский

В 1844 году участвовал в академических выставках в Берлине и Дрездене. В том же году он был назначен преподавателем в Дюссельдорфскую академию, где в 1849 году получил звание профессора. В 1847 году у него родился сын Карл, который также стал художником.
В 1850 году путешествовал в Англию и впоследствии сделал несколько поездок в Швейцарию.
Кроме вышеупомянутой картины, к числу лучших произведений М. принадлежат: фреска, представляющая Мадонну с тремя святыми (в церкви. св. Андрея, в Дюссельдорфе, 1835), «Св. Амвросий прогоняет имп. Феодосия от церковных дверей» (1838), «Св. Елизавета Венгерская раздает милостыню» (1841, в Берлинской национальной галерее), «Св. Елизавета расстается со своим супругом» (1841), «Введение христианства в Вупперской долине» (1842; фресковый фриз в Эберфельсской ратуше), «Готфрид Бульонский штурмует Иерусалим» (1844), «Данте в Вероне» (1846); «Св. Адальберт» (1851; алтарный образ в церкви Фрауенбурга), ряд сцен из жития св. Мейнрада, написанный для кн. Гогенцоллерн-Зигмаринского, «Добрый Пастырь» (в Кайзервертской церкви), «Смерть Клеопатры» (1873) и большая композиция в виде фриза на сюжеты рейнских легенд и истории.
Очень удачны также многие из его иллюстраций, рисованных для разных роскошных изданий. Сын этого художника, Карл Мюкке, составил себе в конце XIX века репутацию даровитого жанриста, обладающего неподдельным чувством и сильным колоритом.
В 1852 году Карл Мюкке был награждён орденом Красного орла. После выхода на пенсию в 1867 году он посвятил себя в основном графическим техникам и работам.
Умер 16 января 1891 года в Дюссельдорфе.

## Комментарии
1. ↑  В статье ЭСБЕ порядок имён иной — Карл Генрих Антон[7].